# Ommata vasconezi
Ommata vasconezi là một loài bọ cánh cứng trong họ Cerambycidae.